# Anisotoma
Anisotoma là chi thực vật có hoa trong họ Apocynaceae.

## Các loài
- Anisotoma cordifolia
- Anisotoma pedunculata
- Anisotoma natalensis = Brachystelma natalense[2]